# Frýdlantské cimbuří
Frýdlantské cimbuří (německy Friedlander Zinne) je skalní skupina ve střední části hřebene Poledních kamenů v Jizerských horách, která leží na katastrálním území města Hejnice v okrese Liberec. Název připomíná podobnost rozeklaných skal s cimbuřím frýdlantského zámku. V okolí skal byla roku 1960 vyhlášena stejnojmenná národní přírodní rezervace, kterou v roce 1999 nahradila rozsáhlejší národní přírodní rezervace Jizerskohorské bučiny. Skály jsou významnými horolezeckými terény.

## Historie
Pouze horolezecky je přístupný východní vrchol skupiny. Poprvé jej zdolali 27. května 1912 Franz Haupt a Wilhelm Bergmann. O několik měsíců později byla na jeho vrchol umístěna pamětní tabule. Dříve bezejmenné skály nesou od té doby svůj dnešní název. Další pamětní deska je umístěna při úpatí skály. Připomíná turistu a horolezce Karla Hölzela z Nového Města pod Smrkem, který se svými kamarády ze spolku Přátel přírody chtěl skálu zlézt. Když se o to pokusil podruhé, zřítil se při sestupu a následným zraněním podlehl.

## Přístup
Západní vrchol (900 m n. m.), zvaný Brandfels, byl v roce 1978 zpřístupněn po železném žebříku i běžným turistům. Ze skály je vyhlídka do údolí horní Smědé a rokle Černého potoka. Od železniční zastávky Bílý Potok pod Smrkem na regionální trati z Raspenavy a od místní autobusové zastávky je Frýdlantské cimbuří po zeleně značené turistické cestě (přes Hajní kostel, 730 m n. m.) vzdáleno asi 5,3 kilometru, z opačné strany po červené a žluté značce od chaty na Smědavě (přes Polední kameny) činí vzdálenost zhruba šest kilometrů.

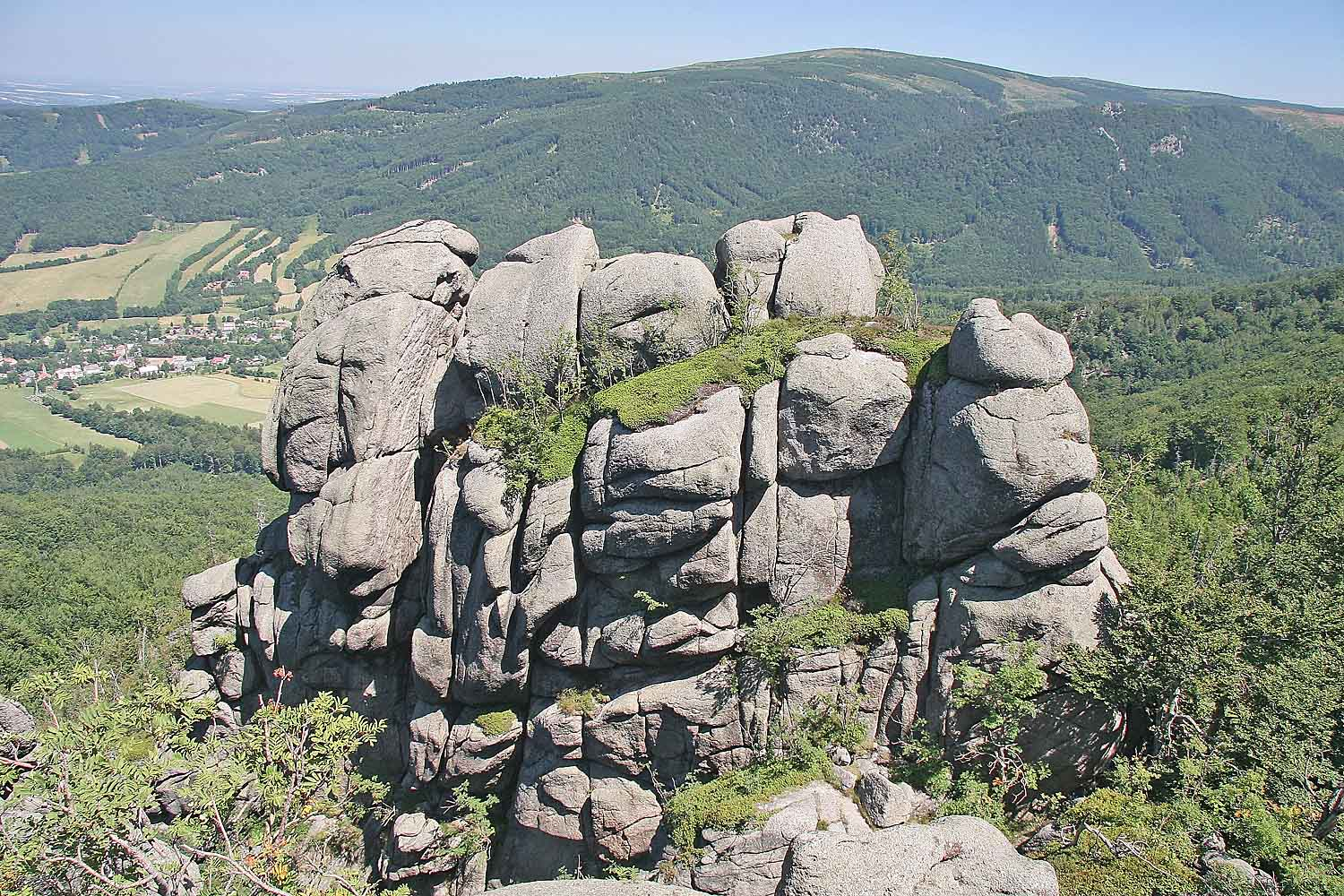
Pohled z vyhlídky směrem ke Smrku
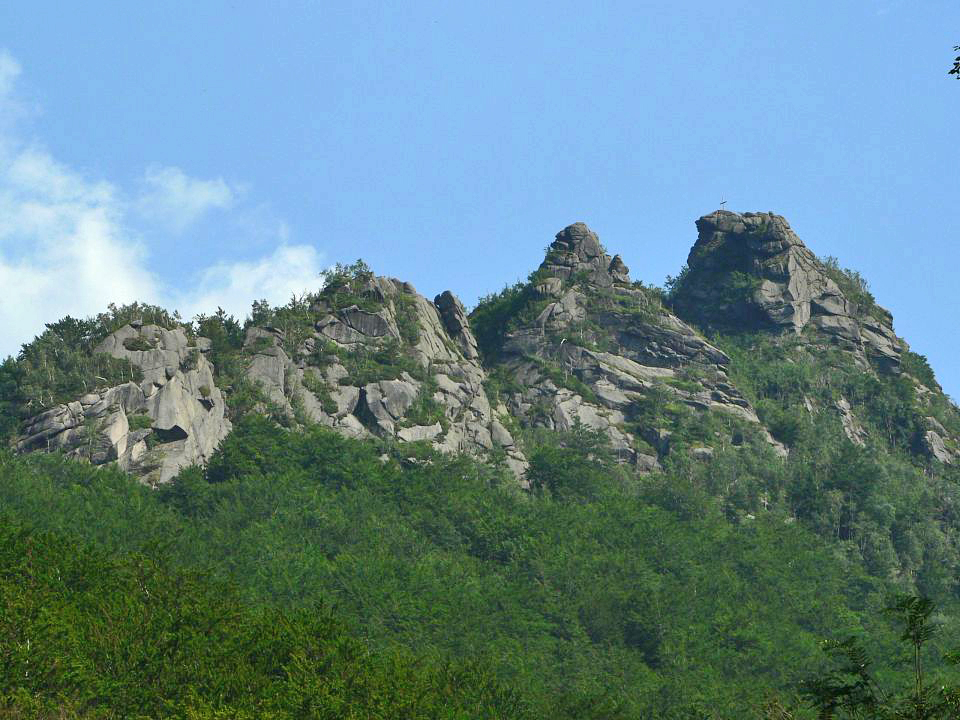
Frýdlantské cimbuří, pohled z Bílého Potoka
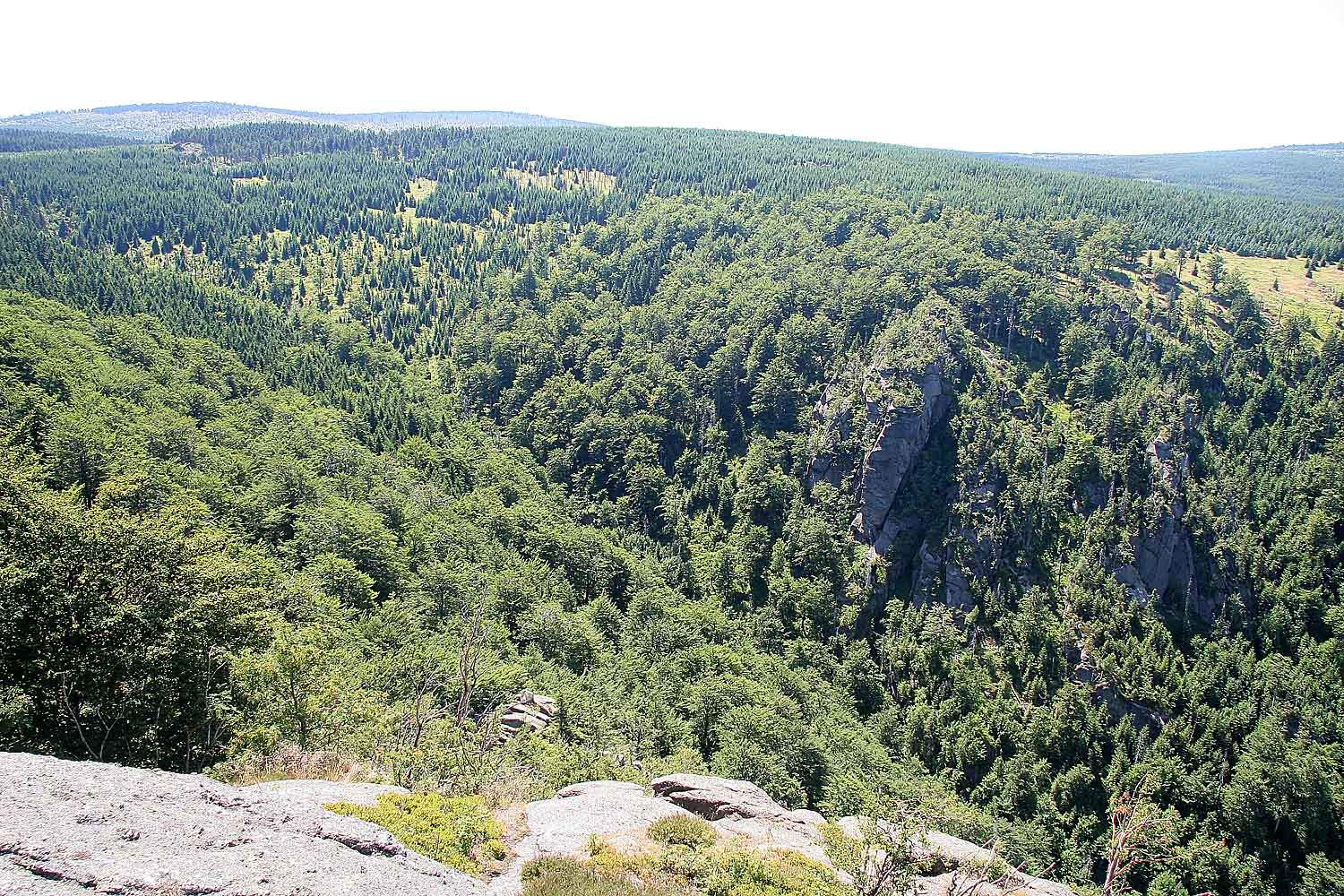
Pohled do údolí Černého potoka
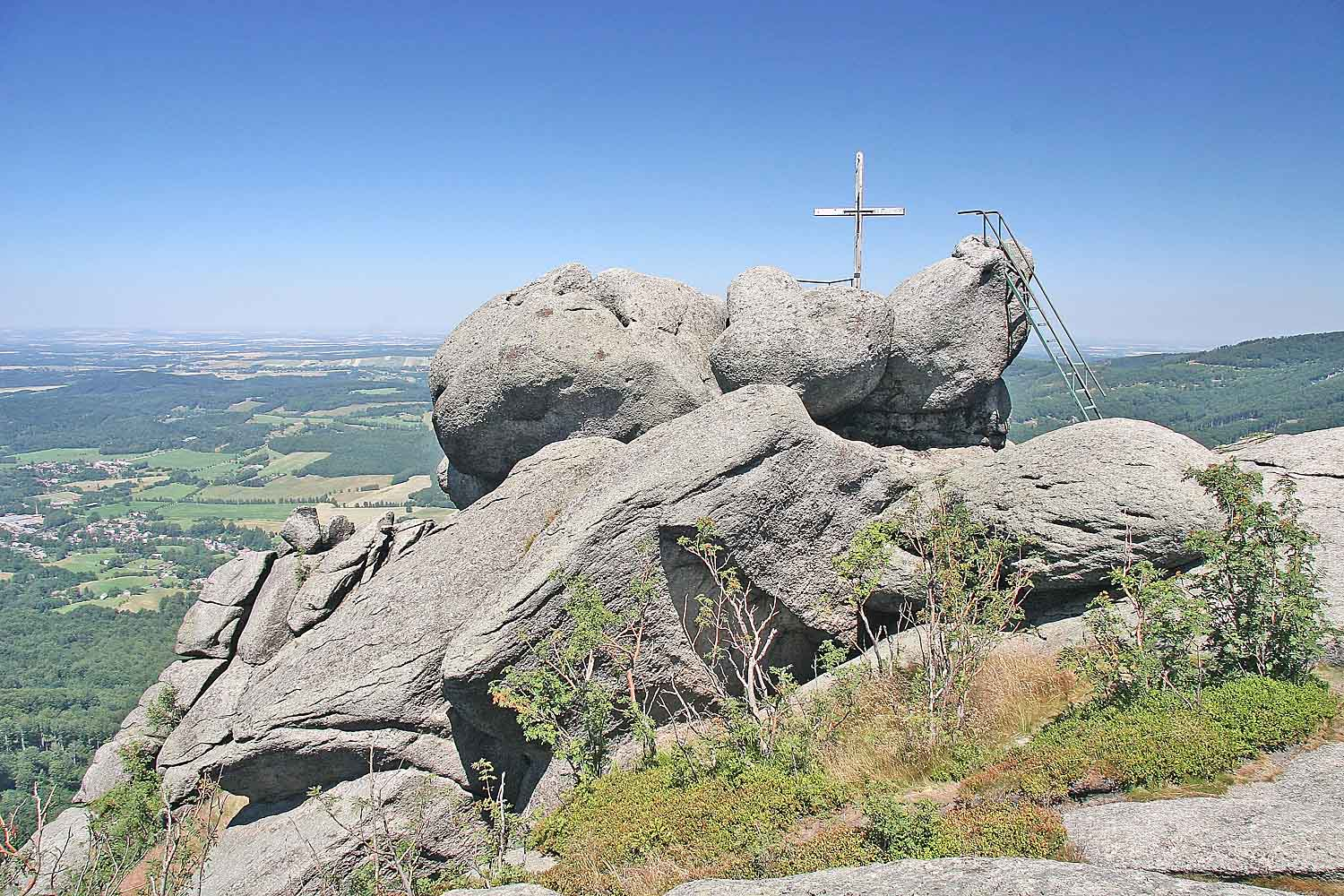
Vyhlídková skála
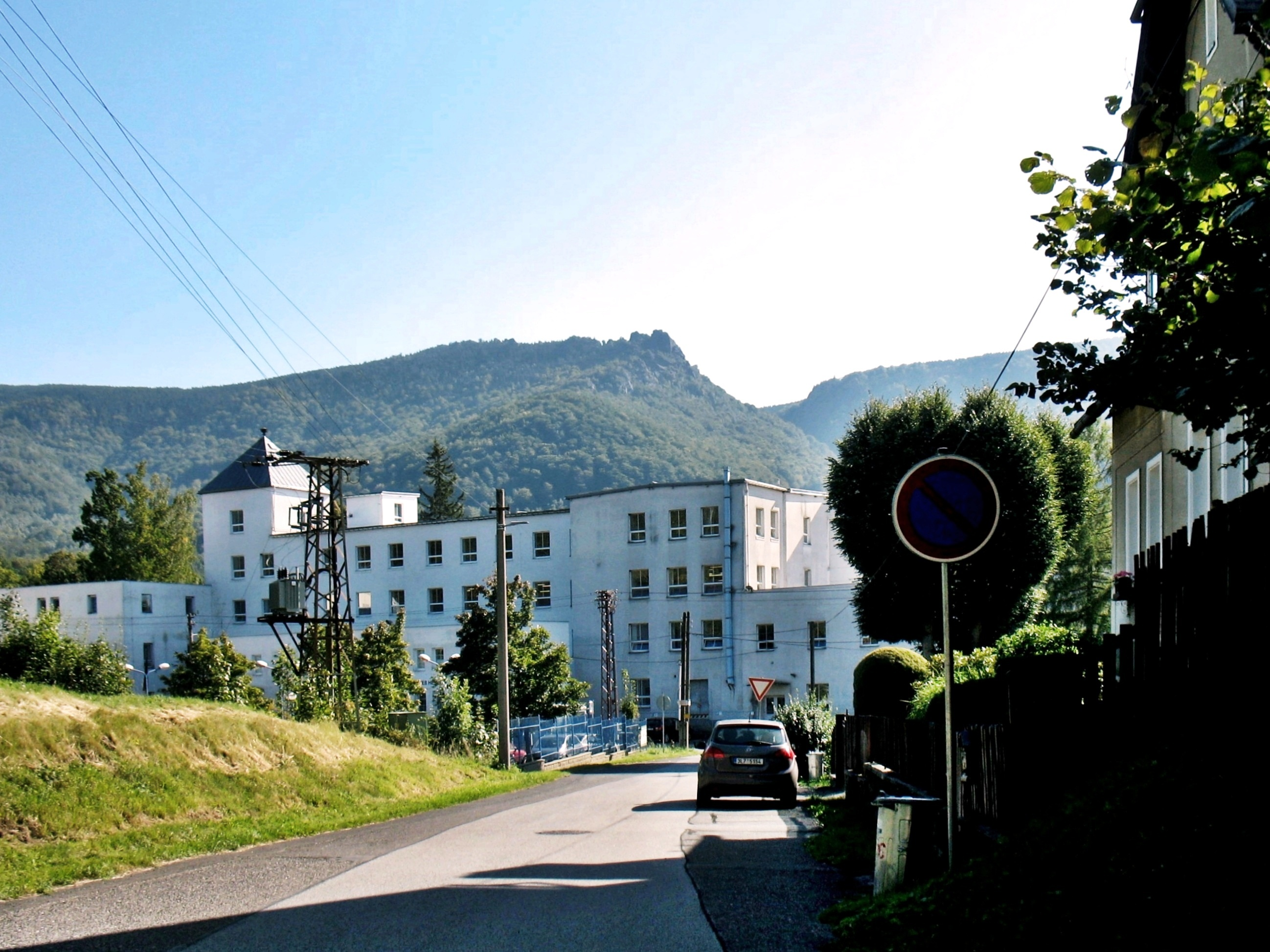
Pohled od nádraží v Bílém Potoce